# Tubificidae
Los tubifícidos (Tubificidae o Naididae) son una familia de anélidos clitelados de la clase Oligochaeta, como Tubifex tubifex. Son los componentes clave de las comunidades del bentos de muchos ecosistemas de agua dulce y marinos. Pueden variar en tamaño, de milímetros a centímetros, dependiendo de la subfamilia. Todos son hermafroditas y carecen de una etapa larval. Tubificidae y Naididae se describieron históricamente como familias separadas que ahora se han unificado por razones filogenéticas.
Se trata de gusanos anillados o lombrices acuáticas que viven en el lodo que presenta alto contenido de materia orgánica (en el sedimento de estanques, humedales y orillas de los ríos). La alta concentración de gusanos en el barro son signo de contaminación del agua. Levantan la parte superior del cuerpo del suelo, siempre con movimientos oscilantes y capturando alimentos que pueden ser bacterias o restos orgánicos más simples. Con frecuencia aparentan ser un "musgo" móvil y rojizo. Son alimento de peces, pero viven donde hay muchos restos podridos, por lo que se debe tener cuidado de no intoxicar ni infectar a los peces de acuario. Cualquier alimento para un acuario es mejor recogerlo en cuerpos de agua, donde no hay peces, tan lejos como sea posible de tuberías de alcantarillado o de empresas.

## Taxonomía
Las Tubificidae se dividen en seis subfamilias:[cita requerida]
- Subfamilia Tubificinae, conteniendo (además de otras) al género Tubifex
- Subfamilia Naidinae
- Subfamilia Telmatodrilinae
- Subfamilia Limnodriloidinae
- Subfamilia Phallodrilinae
- Subfamilia Rhyacodrilinae